# Utställningshistoria i Sverige
Exakt när de första utställningarna börjar uppträda som ett kulturfenomen i Sverige är inte helt entydigt i forskningen. Mycket fokus har lagts på tiden runt 1800-talets senare del när centralmuseerna växte fram och utställningsmediet genomgick en systematisk organisering och administrativ utveckling. Renässansens kungliga och privata samlingar brukar också nämnas. Dock har föremål använts för att beskådas längre än så. Exempelvis arrangerade kyrkorna under medeltiden utställningar med helgonreliker och liknande religiösa föremål. Det råder osäkerhet kring hur långt tillbaka man kan gå. Det finns de som menar att redan stenålderns människor skapade en form av utställningar.

## Bakgrund
Vad som framgår i den historiska forskningen är att utställningsverksamhetens utveckling i Sverige har skett på flera nivåer. Mediet har praktiserats i ett flertal skilda sammanhang som på olika sätt flyttat gränser och fört in nya förutsättningar, idéer och trender. Något som särskilt lyfts fram är kopplingen till kulturpolitiken, det statliga inflytandet och de tongivande institutionernas (i huvudsak museerna) vägval och strategier, men det framgår också att förändringar i samhället spelat en stor roll. På samma sätt kompliceras bilden ytterligare av hur specifika individers drivkrafter, idéer och initiativ varit avgörande för hur utställningsmediet förändrats, både till form och innehåll (se exempelvis Artur Hazelius).
Exempel på tidiga privata samlingar som ställdes ut under renässansen var så kallade kuriosakabinetten. Det mest berömda från den här tiden är Gustav II Adolfs Augsburgska konstskåp från 1632. Samlingar utgjordes av alla möjliga exotiska ting. Dessa speglade en sorts världsbild och föreställning som den tidens människor hade där föremålens uppgift att var att förse betraktaren med religiösa och moraliska budskap. Föremålen kunde även anses ha magiska krafter.
När det gäller kyrkorna finns det de som menar att dessa skulle kunna betraktas som de första offentliga museerna. Samlingarna utgjordes dels av heliga reliker som bevarades i skrin men var också en av få platser där folk kunde titta på religiösa konstföremål. Även benbitar från olika djur kunde bevaras i kyrkorna och hade en sorts religiös funktion. Under renässansen var det också vanligt att kungar visade upp sina rustkamrar. Så gjorde exempelvis Gustav II Adolf när han lät visa upp fältkläder från trettioåriga kriget i Polen. Tanken var att tingen skulle bevaras som historiska minnen för framtiden. Samlingen blev en grund till det som senare skulle utgöra Livrustkammaren i Stockholm.

### Upplysning

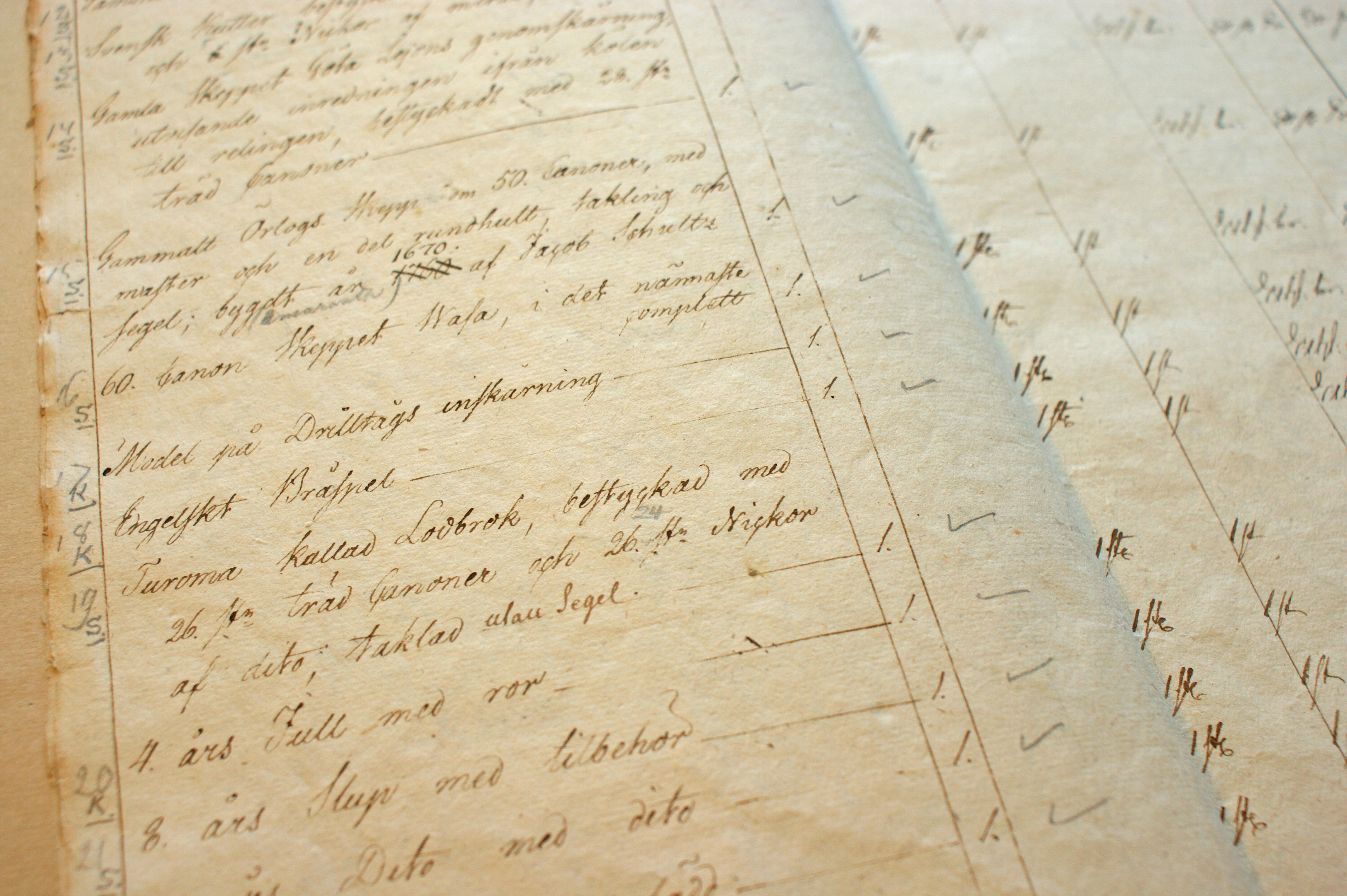
Utdrag ur inventering av modellkammaren i Karlskrona.

I slutet på 1600-talet och framförallt under 1700-talet växte det fram samlingar med en mer vetenskaplig funktion. Intresset för naturalier ökade. Carl von Linnés inflytande var stort på den här tiden och påverkade hela det vetenskapliga klimatet. I samband med upplysningsfilosofin och den vetenskapliga ambitionen blev kuriosakabinetten allt mer irrelevanta, de ansågs ovetenskapliga och fick dåligt rykte. På universiteten inrättades särskilda rum eller kammare med åskådningsmaterial i ett sorts bildningssyfte, bland annat botaniska och anatomiska sådana (se Gustavianum). Somliga utställningar anknöt till hantverk och industri, exempelvis Christopher Polhems samling från 1697 över ritningar och modeller, en samling som låg till grund för den så kallade Kungliga modellkammaren.
De utställningstyper som nämns ovan var i regel inte tillgängliga för allmänheten utan riktade sig till ett fåtal utvalda grupper. Den första officiellt offentliga utsållningen var Kungliga vetenskapsakademiens utställning från 1786 där systematiskt insamlade naturalier visades upp.
Även om de första offentliga utställningarna innebar en möjlighet för fler att ta del av föremålen betydde inte det att de i praktiken var till för alla. Utställningarna riktade sig till en större publik men det var i huvudsak kungligheter, hovet, adelsmän och en liten del av borgerligheten som räknades till offentligheten. Det innebar en sorts status att närvara på de fester och tillställningar som hölls i samband med arrangemangen, vilket indikerar att verksamheten fick en viktig social funktion och gjorde åtskillnad mellan de som ansågs ha rätt till den höga kulturen och de som inte hade det. Upplysningens kungliga utställningar saknade ett systematiskt och organiserat utställningsspråk eller pedagogik. Föremålen visades upp utan kronologi eller sammanhängande narrativ.

### Museernas framväxt på 1800-talet

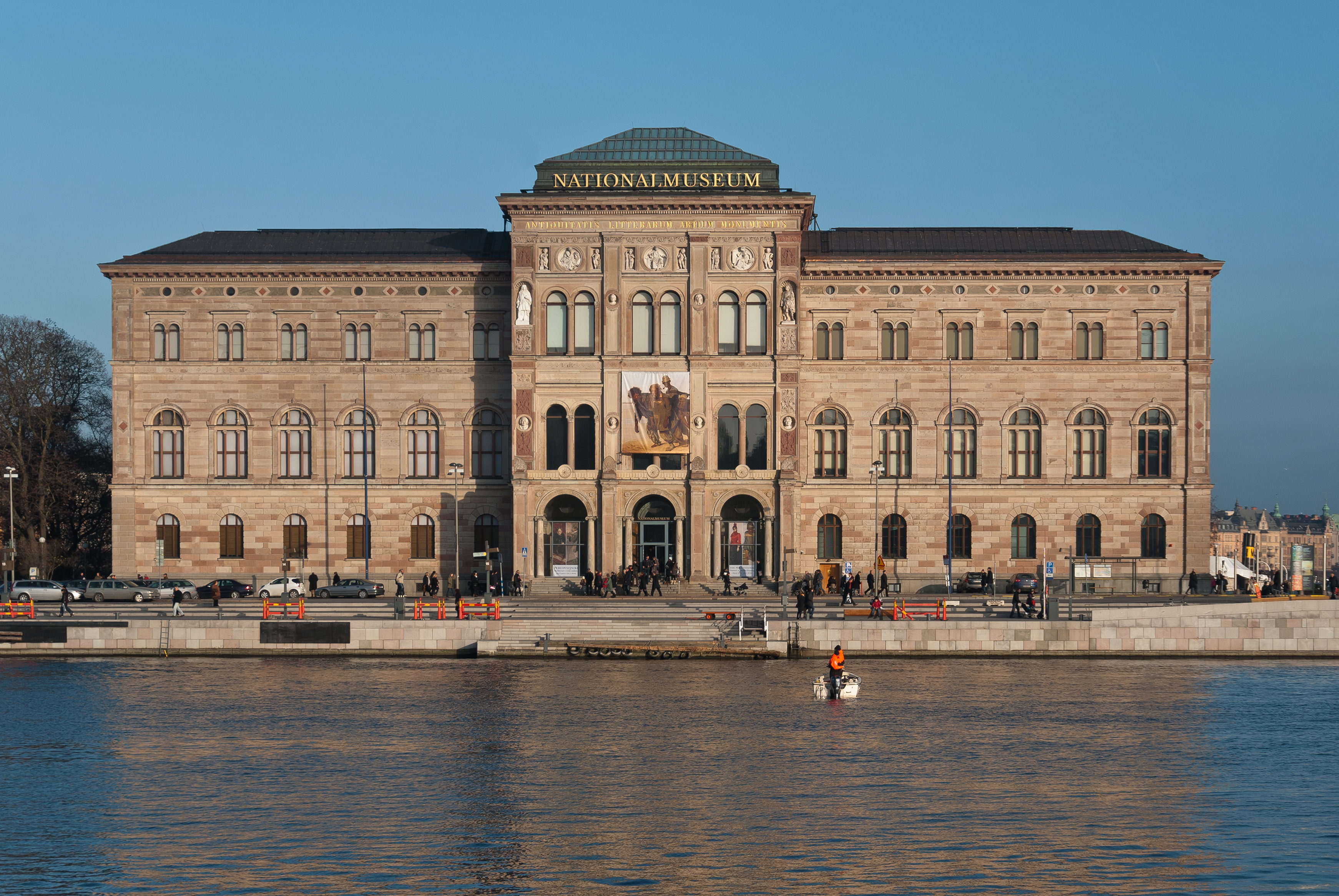
Nationalmuseums byggnad från 1866.

Ett flertal stora, statliga museer växte fram under 1800-talet och mycket av den forskning som beskriver museers och utställningars framväxt i det svenska samhället behandlar dessa. De samlingar som låg till grund för utställningarna var bland annat de kungliga samlingarna men också från privata samlare. Ambitionen att inhysa samlingarna i offentliga byggnader fick spridning i Europa i och med upplysningens idéer om jämlikhet och vikten av att sprida kunskap till alla medborgare. Nationalismen växte också fram under 1800-talet och idén om nationalstaten formeras. Den här perioden är mycket betydelsefull för utställningarnas framväxt och synen på museer.
Till de mest betydelsefulla museerna på den här tiden kan Naturhistoriska riksmuseet från 1831 nämnas vars samlingar hade sitt ursprung i Kungliga vetenskapsakademin. Museet hade inte bara naturalier utan bedrev också forskning. Den vetenskapliga uppgiften på museet fick inflytande över utställningsrummet och utställningsformen. Utställningarna var mycket systematiska och föremålen indelade typologiskt. Systematiken reflekterade inriktningen på forskning och på de besökargrupper som utställningen riktade sig till.
Förutom naturhistoriska samlingar var det kulturhistoriska samlingar som omhuldades på museerna. Kulturhistoriska museer som Nordiska museet i Stockholm från 1873 växte fram  på grund av flera olika kulturella strömningar som drev på tanken på bevarandet. Det handlade om betydligt mer än om  statliga aktörer och kulturpolitik. Bakgrunden utgörs av olika drivkrafter inom både kunglig och civil offentlighetskultur och dels nationell, regional och privat minnes- och monument-kultur. Även allmogesvärmeri, folkbildning, vetenskap och historieskrivning m.m. har haft inflytande.
Tanken på att bevara och lyfta fram den egna kulturhistorien har en stark anknytning till nationalismen på 1800-talet men kan också förstås som en reaktion på moderniteten. Den snabba tekniska utvecklingen, förändringen i samhället och en stark tro på framsteg innebar att det fanns en oro över att förändringen skulle bidra till att gammal kultur skulle dö ut. Denna tanke fick också betydelse för de etnografiska samlingarna som kom att ligga till grund för Etnografiska museet i Stockholm.
De etnografiska samlingar möjliggjordes genom att föremål skänktes till kungliga vetenskapsakademin. Det fanns också ett stort intresse kring dessa i och med 1700-talets upptäcktsresor och expeditioner, av bland andra Carl von Linnés lärjungar. På resorna hämtade man hem exotiska naturalier och etnografiska föremål.
Etnografiska museet är ett bra exempel på hur den svenska utställningshistorien styrts av flera olika sammanträffanden och drivkrafter. Föremålen fanns men det tog lång tid innan ett museum öppnades. Hjalmar Stolpe var en av dem som drev på och försökte få statens hjälp att öppna museet, vilket lyckades år 1900 när hans egen samling slogs ihop med vetenskapsakademin.

#### Hela landet
Viktigt för spridningen och utvecklingen av utställningarna har också länsmuseerna varit, framför allt för insamlingen och bevarandet av den regionala och lokala kulturen och konsten runt om i landet. Länsmuseerna har sitt ursprung i fornminnesföreningar varav den första var Föreningen till samlande och ordnande af Nerikes folkspråk och fornminnen från 1857. Den första förening som kom att benämna sig som länsförening var Kalmar länsförening år 1870. Dessa regionala museer artikulerade värden som var intressanta för arkeologi, etnologi och konsthistoria och förankrades i vetenskapen. Föremålen anknöt till en sorts social bestämning och konstruerade olika sorters inhemska grupper med sin egen specifika kultur. En viktig del av detta utgjorde också formeringen av landskap och län vilket tydligare lyfte fram och identifierade regionala nischer. Detta var en del av det nationella projektet där hela landet skulle göras betydelsefullt och ha en meningsfull historia.
De kulturhistoriska utställningarna på 1800-talet handlade om att presentera den mänskliga utvecklingen och folkets framsteg i olika stadier och på det sättet kunde utställningarna till formen påminna mycket om hur biologins utvecklingslära ställdes ut på de naturhistoriska museerna.

### Utställningens publika förankring

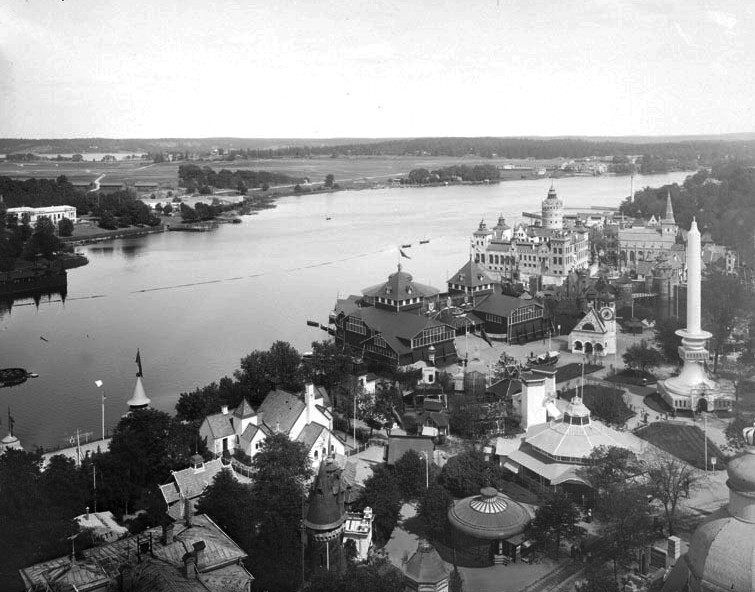
Stockholmsutställningen 1897.

Under 1800-talets senare del fick en annan typ av utställningar genomslag som inte var kopplade till museerna i första hand. Runt om i Europas storstäder uppfördes världsutställningar. Dessa kom att föras upp både utomhus och inomhus i stadsmiljön och åtminstone tillfälligt förändra utseendet på platsen. Stockholm var värd för en sådan utställning 1897 på Djurgården. En viktig förändring i utställningsmediet som följde med världsutställningarna var den publika inriktningen på underhållning, nöje och social aktivitet. Det handlade också om att presentera en bild av Sverige som en modern nation.
Med världsutställningarna har forskare pekat på utställningsmediet som en sorts språk som formulerade utopiska drömmar och samhällsriktningar. Stockholmsutställningen 1897 visar hur utställningar också utanför museernas rum fungerade som ett sätt att tolka och ordna världen. När utställningen integrerades med staden fick den en annan sorts social förankring. Stockholmsutställningen illustrerade den tilltagande rörligheten och det kommunikativa genombrott som präglade hela 1800-talet. Utställningarna hade också en viktig funktion i tidens materiella och sociala omvandling.
Stockholmsutställningen 1930 kom att bli viktig för funktionalismens genombrott i Sverige. Funktionalismen präglade också utställningsrummens utseende vid denna utställning. Under 1930-talet inspirerades museernas utställare av hur varuhusen placerade sina föremål för att göra dessa attraktiva och skapa effekt. Detta kan också förstås som en konsekvens av det mer publika och konsumerande förhållande som besökare hade till objekten, något som världsutställningarna banat väg för.
Under andra världskriget gick det  sämre för svenska museer och utvecklingen stannade av. Besökarsiffror sjönk och utställningar ställdes in. Samlingar fördes i säkerhet.

### Förändring och utveckling

Riksutställningars vandringsutställning Kropp, Mode, Kläder från 1972.

En viktig milstolpe i svensk utställningshistoria var inrättandet av Riksutställningar 1965. Myndigheten tillsattes efter en regeringsutredning som syftade till att studera museernas och utställningarnas roll i samhället. Riksutställningar skulle med utgångspunkt i utställningsmediet experimentera med olika former av kulturell spridning. Tanken var att använda de senaste medieteknikerna. En viktig del i arbetet var att göra utställningarna tillgängliga genom att sprida ut verksamheten till olika delar av landet. De kulturskatter som fanns i huvudstadens centralmuseer spreds runt om i Sverige genom vandringsutställningar. En bärande idé var också att knyta utställningsmediet till skolundervisningen. Detta fick betydelse för hur museipedagogiken kom att utvecklas. Verksamhetens fokus var på besökare; genom intervjuer och undersökningar fick man kunskap kring vad besökarna hade för tankar och önskemål. Denna förändring i 1960- och 1970-talens utställningar innebar också att synen på museer som forskningscentraler upphörde och innebar ett ökat fokus på utställningsrummet och föremålens förmåga att stimulera sinnen och känslor.
Eftersom en väsentlig del i arbetet handlade om att nå ut och sprida utställningar till hela landet skapades nya former och lösningar av lätthanterliga utställningar som enkelt kunde transporteras, exempelvis mobila rum och skåputställningar.